# Anthony Marra
Anthony Marra (Washington, 1984) è uno scrittore statunitense.

## Biografia
Nato a Washington nel 1984, vive e lavora a Oakland, in California.
Dopo un Bachelor of Arts alla University of Southern California, ha completato gli studi all'Università Carolina di Praga e all'Università statale di San Pietroburgo prima d'ottenere un Master of Fine Arts all'Iowa Writers' Workshop e una borsa di studio all'Università di Stanford dove è professore di scrittura.
Ha esordito nella narrativa nel 2013 con il romanzo La vita è una cosa semplice ottenendo numerosi riconoscimenti tra i quali il John Leonard Award dedicato all'opera prima. 
Incluso nel 2017 tra i migliori giovani autori statunitensi dalla rivista Granta, ha in seguito pubblicato la raccolta di racconti La confessione di Roman Markin nel 2015 e il romanzo La storia comincia domani nel 2022.

## Opere

### Romanzi
- A Constellation of Vital Phenomena (2013)
  - La vita è una cosa semplice, Milano, Piemme, 2013 traduzione di Laura Prandino ISBN 978-88-566-3016-9.
  - La fragile costellazione della vita, Milano, Piemme, 2014 traduzione di Laura Prandino ISBN 978-88-566-3016-9.
- La storia comincia domani (Mercury pictures presents, 2022), Milano, Frassinelli, 2023 traduzione di Maria Luisa Cantarelli ISBN 978-88-200-7563-7.

### Novelle
- The wolves of Bilaya forest (2012)

### Raccolte di racconti
- La confessione di Roman Markin[8] (The Tsar of Love and Techno, 2015), Milano, Frassinelli, 2016 traduzione di Maria Luisa Cantarelli ISBN 978-88-88320-91-5.

## Premi e riconoscimenti
- Premi Whiting: 2012 vincitore nella categoria "Narrativa"[9]
- John Leonard Award: 2013 vincitore con La vita è una cosa semplice
- Anisfield-Wolf Book Award: 2014 vincitore con La vita è una cosa semplice
- Grand prix des lectrices de Elle: 2015 vincitore con La vita è una cosa semplice